# Pseudorubellia
Pseudorubellia är ett släkte av insekter. Pseudorubellia ingår i familjen Pyrgomorphidae.
Kladogram enligt Catalogue of Life:
| Pseudorubellia | \| \| Pseudorubellia brancsiki \| \| \| \| \| \| Pseudorubellia thoracica \| \| \| \| |
|                | \| \| Pseudorubellia brancsiki \| \| \| \| \| \| Pseudorubellia thoracica \| \| \| \| |
|                | Pseudorubellia brancsiki                                                              |
|                |                                                                                       |
|                | Pseudorubellia thoracica                                                              |
|                |                                                                                       |